# لیزل مولر
لیزل مولر (انگلیسی: Lisel Mueller; ۸ فوریهٔ ۱۹۲۴ – ۲۱ فوریهٔ ۲۰۲۰) شاعر، مترجم و نویسنده آلمانی‌تبار اهل ایالات متحده آمریکا بود. او در ۱۵ سالگی به‌همراه خانواده به‌خاطر فرار از آلمان نازی به آمریکا مهاجرت کردند. مولر از دهه ۱۹۵۰ به سرودن شعر روی آورد و اولین مجموعه شعر خود را در سال ۱۹۶۵ منتشر کرد. او جوایزی از‌جمله جایزه ملی کتاب در سال ۱۹۸۱ و جایزه پولیتزر برای شعر در سال ۱۹۷۷ دریافت کرد. او تنها شاعر آلمانی‌تبار است که موفق به دریافت این جایزه شده است.